# Daniel Woodgate
Daniel Woodgate, född 19 oktober 1960, trummis i det brittiska ska/popbandet Madness.
Efter splittringen 1986 blev han istället medlem i Voice of the Beehive, men han gick tillbaka till Madness i och med deras comeback med Madstock! 1992, och har varit med sedan dess.
Han har bland annat skrivit musiken till låtarna "The Return of the Los Palmas 7" (1981, tillsammans med Mark Bedford) och "Michael Caine" (1984).